# Samoa alemã
Samoa Alemã (em alemão: Deutsch-Samoa), foi um protetorado alemão de 1900 a 1914, consistindo das ilhas de Upolu, Savai'i, Apolima e Manono, hoje totalmente independente dentro do Estado de Samoa, Samoa Ocidental anteriormente. Samoa foi a última aquisição colonial alemã no Pacífico, recebeu na sequência da Convenção Tripartite, assinada em Washington em 2 de dezembro de 1899 com ratificações trocadas em 16 de fevereiro de 1900. Foi a única colônia alemã no Pacífico, com exceção de Kiautschou, concessão na China, que foi administrada separadamente da Nova Guiné Alemã.